# Коттелвілл (Міссурі)
Коттелвілл (англ. Cottleville) — місто (англ. city) в США, в окрузі Сент-Чарлз штату Міссурі. Населення — 5611 особа (2020).

## Географія
Коттелвілл розташований за координатами 38°45′4″ пн. ш. 90°39′30″ зх. д. / 38.75111° пн. ш. 90.65833° зх. д. (38.751200, -90.658264).  За даними Бюро перепису населення США в 2010 році місто мало площу 11,54 км², уся площа — суходіл. В 2017 році площа становила 12,19 км², уся площа — суходіл.

## Демографія
Згідно з переписом 2010 року, у місті мешкало 3075 осіб у 1020 домогосподарствах у складі 847 родин. Густота населення становила 266 осіб/км².  Було 1145 помешкань (99/км²).
Расовий склад населення:
| - 92,7 % — білих - 3,7 % — чорних або афроамериканців - 1,5 % — азіатів - 0,2 % — корінних американців |

До двох чи більше рас належало 1,4 %. Частка іспаномовних становила 1,8 % від усіх жителів.
За віковим діапазоном населення розподілялося таким чином: 29,4 % — особи молодші 18 років, 62,8 % — особи у віці 18—64 років, 7,8 % — особи у віці 65 років та старші. Медіана віку мешканця становила 38,2 року. На 100 осіб жіночої статі у місті припадало 99,8 чоловіків;  на 100 жінок у віці від 18 років та старших — 97,1 чоловіків також старших 18 років.
Середній дохід на одне домашнє господарство  становив 101 947 доларів США (медіана — 92 500), а середній дохід на одну сім'ю — 114 446 доларів (медіана — 103 304). Медіана доходів становила 69 509 доларів для чоловіків та 46 592 долари для жінок. За межею бідності перебувало 2,1 % осіб, у тому числі 3,0 % дітей у віці до 18 років та 1,8 % осіб у віці 65 років та старших.
Цивільне працевлаштоване населення становило 2156 осіб. Основні галузі зайнятості: виробництво — 16,9 %, освіта, охорона здоров'я та соціальна допомога — 16,2 %, науковці, спеціалісти, менеджери — 13,4 %, фінанси, страхування та нерухомість — 11,4 %.